# Phaonia trigona
Phaonia trigona este o specie de muște din genul Phaonia, familia Muscidae, descrisă de Shannon și Ponte în anul 1926. Conform Catalogue of Life specia Phaonia trigona nu are subspecii cunoscute.